# 너의 목소리
《너의 목소리》(일본어: きみの声をとどけたい, 영어: Your Voice-Kimikoe)는 2017년 3월에 개봉한 일본의 애니메이션, 드라마 영화이다.
 이토 나오유키가 감독을 이시카와 마나부가 각본을 맡았다.
 일본은 2017년 8월 25일에 대한민국은 2019년 5월 23일에 개봉되었다.

## 줄거리
16살 나기사는 좋은 말은 희망이,

나쁜 말은 화가 되어 돌아온다는 말의 영혼(고토다마)을 믿는다.

어느 날, 하교길에 친구 카에데가 못된 말을 하자 화가 난 나기사는

우연히 '아쿠아마린'이라는 주인 없는 카페에서 고장난 라디오 부스를

발견하고 그 곳에서 속마음을 털어 놓는다.

한편, 라디오의 사연을 들은 익명의 제보자는 나기사에게 편지를 보내는데...

그 여름, 우리가 만든 기적이 시작된다!

## 출연진
- 카타히라 미나 - 유키아이 나기사 목소리 역
- 미모리 스즈코 - 야자와 시온 목소리 역
- 타나카 유키 - 타츠노쿠치 카에데 목소리 역
- 카지 유우키 - 코유루기 다이고 목소리 역
- 노자와 마사코 - 나기사의 할머니 목소리 역
- 스즈키 타츠히사 - 카와부쿠로 마사키 목소리 역
- 히토미 스즈키 - 오토하 비와코지 목소리 역